# Villarreal CF
Villarreal Club de Fútbol španjolski je nogometni klub iz Villarreala koji se trenutačno natječe u La Ligi. Domaće utakmice igra na stadionu Estadio de la Cerámica. Nadimak kluba je Žuta podmornica. Klub je dobio taj nadimak zbog svojih žutih dresova, ali i zbog toga što su niz godina pratili najveće španjolske klubove u borbi za naslove iako nisu bili popularni i poznati. Najveći uspjeh kluba je igranje u polufinalu Lige prvaka tijekom sezone 2005./06. i 2021./22. te drugo mjesto u La Ligi u sezoni 2007./08.
Osnovan 1923., klub je dosta vremena u svojoj povijesti proveo u nižim ligama španjolskog nogometa, a u La Ligu se plasirao 1998. Klub je prvi put nastupio u UEFA Ligi prvaka u sezoni 2005./06., a najbolji rezultati kluba u tom natjecanja su polufinale 2005./06. i 2021./22. Villarreal je također nastupio u UEFA Europskoj ligi u tom periodu, a osvojio je to natjecanje u sezoni 2020./21. pobjedom nad Manchester Unitedom u finalu, osvojivši svoj prvi europski trofej.
Klub nosi nadimak El Submarino Amarillo (Žuta podmornica) zbog svoje žute domaće opreme i zbog toga što je momčad niskog profila u usporedbi s Real Madridom, Barcelonom, Atlético Madridom i regionalnom rivalom Valencijom. Domaće utakmice igraju na stadionu Estadio de la Cerámica.

## Povijest

### Rane godine
Villarreal CF osnovan je kao Villarreal CD 10. ožujka 1923. kako bi promovirao sport, posebno nogomet. Domaći su teren iznajmljivali za 60 pezeta mjesečno. Ulaznice su bile prodavane po 0,5 pezeta za muškarce, 0,25 pezeta za djecu, dok su žene imale besplatan ulaz. Prvu utakmicu Villarreal je odigrao 21. listopada 1923. protiv Castellóna, današnjeg rivala Villarreala. Momčad je utakmicu odigrala u bijelim majicama i crnim hlačama.

### 1923. – 1998.
Villarreal je započinjao svoja natjecanja po regionalnim ligama. U sezoni 1934./35. Villarreal gubi odlučujuću utakmicu protiv Cartagene, dok bi se, u suprotnom, promovirani u Segunda División. Sljedeće sezone Villarreal osvaja prvu regionalnu ligu, točno prije izbijanja Španjolskog građanskog rata.
Godine 1939., poslije završetka rata, klub ponovno igra u drugoj regionalnoj ligi, sve do sezone 1950./51. kada osvaja ligu te je ponovno promoviran u prvu regionalnu ligu. Godine 1942. klub mijenja ime u CAF Villarreal i grb, koji postaje žuti. Slovo F u imenu označavalo je Foghetcaz, atletski klub i klub navijača Villarreala.
Godine 1954. ime kluba promijenjeno je u sadašnji oblik – Villarreal CF. Sezone su završavali na sedmom te dvaput na četvrtom mjestu, prije nego što su postali prvaci prve regionalne lige 1956. godine. Promovirani su u Tercera División. U sezoni 1960./61. klub završava na 14. mjestu i ispada iz lige.
Godine 1966. klub mijenja grb, koji je gotovo identičan današnjem. U sezoni 1966./67. klub je ponovno promoviran u Tercera División. Ono što nisu uspjeli ostvariti prije 35 godina uspjeli su u sezoni 1969./70. Postavši prvaci, po prvi su put promovirani u Segunda División. Promocija nije donijela puno sreće. Klub jedva izbjegava ispadanje da bi 1972. ispao i vratio se u Tercera División. U sezoni 1975./76. klub ispada u regionalnu ligu. Godinu dana kasnije, uspijeva se vratiti u Tercera División.
U sezoni 1986./87. klub je promoviran u Segunda División B.Tri godine kasnije ispada i vraća se u Terceru División. Sljedeće sezone završava drugi te se vraća u Segunda División B, da bi sezonu kasnije opet završio drugi i ušao, po prvi put, u Segundu A. U sljedećim godinama klub je stabilan te obično završava na sredini ljestvice. Godine 1997. Villarreal završava sezonu na četvrtom mjestu i ulazi u play-off doigravanje za ulazak u La Ligu. U dva susreta protiv Compostele (0:0, 1:1), zahvaljujući pogotku u gostima, Villarreal, po prvi put u povijesti, ulazi u najviši rang španjolskog klupskog nogometa. 
Godine 2021. Villareal osvojio je UEFA Europsku ligu 2020./21. pobijedivši Manchester United na penale.

## Uspjesi

### Domaći
- La Liga
  - Drugoplasirani (1): 2007./08.
- Segunda División
  - Drugoplasirani (1): 2012./13.
- Segunda División B
  - Drugoplasirani (2): 1987./88., 1991./92.
- Tercera División
  - Prvak: 1969./70.

### Europski
- UEFA Europska liga
  - Osvajač (1): 2020./21.

- UEFA Intertoto kup
  - Osvajač (2): 2003., 2004.

## Plasman kroz sezone
- 21 sezona u La Ligi
- 10 sezona u Segunda Divisiónu
- 4 sezone u Segunda Divisiónu B
- 23 sezone u Tercera Divisiónu
- 32 sezone u Regionalnoj ligi

| Sezona        | Liga             | Pozicija | Španjolski kup     |
| ------------- | ---------------- | -------- | ------------------ |
| 1929. – 1956. | Regionalna       | —        | —                  |
| 1956./57.     | Tercera División | 8.       | —                  |
| 1957./58.     | Tercera División | 5.       | —                  |
| 1958./59.     | Tercera División | 6.       | —                  |
| 1959./60.     | Tercera División | 12.      | —                  |
| 1960./61.     | Tercera División | 14.      | —                  |
| 1961. – 1967. | Regionalna       | —        | —                  |
| 1967./68.     | Tercera División | 3.       | —                  |
| 1968./69.     | Tercera División | 9.       | —                  |
| 1969./70.     | Tercera División | 1.       | 3. runda           |
| 1970./71.     | Segunda División | 16.      | Šesnaestina finala |
| 1971./72.     | Segunda División | 17.      | 4. runda           |
| 1972./73.     | Tercera División | 12.      | 3. runda           |
| 1973./74.     | Tercera División | 12.      | 3. runda           |
| 1974./75.     | Tercera División | 8.       | 3. runda           |
| 1975./76.     | Tercera División | 13.      | 2. runda           |
| 1976./77.     | Regionalna       | 2.       | —                  |
| 1977./78.     | Tercera División | 15.      | 1. runda           |
| 1978./79.     | Tercera División | 13.      | 2. runda           |
| 1979./80.     | Tercera División | 9.       | 3. runda           |
| 1980./81.     | Tercera División | 16.      | 1. runda           |
| 1981./82.     | Tercera División | 7.       | —                  |

| Sezona    | Liga               | Pozicija | Španjolski kup     |
| --------- | ------------------ | -------- | ------------------ |
| 1982./83. | Tercera División   | 14.      | —                  |
| 1983./84. | Tercera División   | 13.      | —                  |
| 1984./85. | Tercera División   | 14.      | —                  |
| 1985./86. | Tercera División   | 6.       | —                  |
| 1986./87. | Tercera División   | 3.       | 4. runda           |
| 1987./88. | Segunda División B | 2.       | 2. runda           |
| 1988./89. | Segunda División B | 4.       | 1. runda           |
| 1989./90. | Segunda División B | 18.      | —                  |
| 1990./91. | Tercera División   | 2.       | 2. runda           |
| 1991./92. | Segunda División B | 2.       | 2. runda           |
| 1992./93. | Segunda División   | 13.      | Četvrtfinale       |
| 1993./94. | Segunda División   | 16.      | 5. runda           |
| 1994./95. | Segunda División   | 10.      | 4. runda           |
| 1995./96. | Segunda División   | 15.      | 1. runda           |
| 1996./97. | Segunda División   | 10.      | 3. runda           |
| 1997./98. | Segunda División   | 4.       | 1. runda           |
| 1998./99. | La Liga            | 18.      | Osmina finala      |
| 1999./00. | Segunda División   | 3.       | Osmina finala      |
| 2000./01. | La Liga            | 7.       | Šesnaestina finala |
| 2001./02. | La Liga            | 15.      | Četvrtfinale       |
| 2002./03. | La Liga            | 15.      | 1. runda           |
| 2003./04. | La Liga            | 8.       | Osmina finala      |

| Sezona    | Liga             | Pozicija | Španjolski kup     |
| --------- | ---------------- | -------- | ------------------ |
| 2004./05. | La Liga          | 3.       | 2. runda           |
| 2005./06. | La Liga          | 7.       | Osmina finala      |
| 2006./07. | La Liga          | 5.       | Osmina finala      |
| 2007./08. | La Liga          | 2.       | Četvrtfinale       |
| 2008./09. | La Liga          | 5.       | Šesnaestina finala |
| 2009./10. | La Liga          | 7.       | Osmina finala      |
| 2010./11. | La Liga          | 4.       | Četvrtfinale       |
| 2011./12. | La Liga          | 18.      | Osmina finala      |
| 2012./13. | Segunda División | 2.       | 2. runda           |
| 2013./14. | La Liga          | 6.       | Osmina finala      |
| 2014./15. | La Liga          | 6.       | Polufinale         |
| 2015./16. | La Liga          | 4.       | Šesnaestina finala |
| 2016./17. | La Liga          | 5.       | Šesnaestina finala |
| 2017./18. | La Liga          | 5.       | Šesnaestina finala |
| 2018./19. | La Liga          | 14.      | Šesnaestina finala |
| 2019./20. | La Liga          | 5.       | Četvrtfinale       |
| 2020./21. | La Liga          |          |                    |

## Igrači s najviše nastupa
Zadnji put ažurirano 15. ožujka 2021.
| #  | Igrač                | Ukupno utakmica |
| 1. | Bruno Soriano        | 425             |
| 2. | Mario Gaspar         | 393             |
| 3. | Marcos Senna         | 363             |
| 4. | Manu Trigueros       | 362             |
| 5. | Santi Cazorla        | 334             |
| 6. | Cani                 | 327             |
| 7. | Rodolfo Arruabarrena | 270             |
| 8. | Jaume Costa          | 265             |
| 9. | Javi Venta           | 253             |
| 9. | Gonzalo Rodríguez    | 253             |

## Igrači s najviše golova
Zadnji put ažurirano 15. ožujka 2021.
| #   | Igrač               | Broj golova |
| 1.  | Giuseppe Rossi      | 82          |
| 2.  | Gerard Moreno       | 71          |
| 3.  | Diego Forlán        | 58          |
| 4.  | Santi Cazorla       | 57          |
| 5.  | Cédric Bakambu      | 48          |
| 6.  | Juan Román Riquelme | 45          |
| 7.  | Victor              | 42          |
| 8.  | Carlos Bacca        | 39          |
| 9.  | Ikechukwu Uche      | 36          |
| 10. | Nilmar              | 34          |

## Poznati igrači
- José Francisco Molina (1993. – 1994.)
- Miguel Ángel Angulo (1996. – 1997.)
- David Albelda (1996. – 1997. i 1998. – 1999.)
- Quique Álvarez (2000. – 2007.)
- Martín Palermo (2001. – 2003.)
- Pepe Reina (2002. – 2005.)
- Marcos Senna (2002. – 2013.)
- Juan Román Riquelme (2003. – 2007.)
- Sonny Anderson (2003. – 2004.)
- Juan Pablo Sorín (2004. – 2006.)
- Diego Forlán (2004. – 2007.)
- Gonzalo Rodríguez (2004. – 2012.)
- Alessio Tacchinardi (2005. – 2007.)
- Antonio Valencia (2005. – 2008.)
- Nihat Kahveci (2006. – 2009.)
- Guillermo Franco (2006. – 2009.)
- Robert Pirès (2006. – 2010.)
- Jon Dahl Tomasson (2007. – 2008.)
- Martín Cáceres (2007. – 2008.)
- Diego Godín (2007. – 2010.)
- Joan Capdevila (2007. – 2011.)
- Santi Cazorla (2003. – 2006., 2007. – 2011. i 2018. – 2020.)
- Giuseppe Rossi (2007. – 2013.)
- Diego López (2007. – 2012.)
- Edmílson (2008.)
- Nilmar (2009. – 2012.)
- Carlos Marchena (2010. – 2012.)
- Olof Mellberg (2012. – 2013.)

## Vanjske poveznice
- Službena web-stranica kluba

| La Liga 2024./25. | La Liga 2024./25. |
| --- | ----------------- |
| |                   |
| Alavés • Athletic Bilbao • Atlético Madrid • Barcelona • Celta de Vigo • Espanyol • Getafe • Girona • Las Palmas • Leganés • Mallorca • Osasuna • Rayo Vallecano • Real Betis • Real Madrid • Real Sociedad • Sevilla • Valencia • Valladolid • Villarreal |                   |

| La Liga 2024./25. | La Liga 2024./25. |
| --- | ----------------- |
| |                   |
| Alavés • Athletic Bilbao • Atlético Madrid • Barcelona • Celta de Vigo • Espanyol • Getafe • Girona • Las Palmas • Leganés • Mallorca • Osasuna • Rayo Vallecano • Real Betis • Real Madrid • Real Sociedad • Sevilla • Valencia • Valladolid • Villarreal |                   |